# Арсе-и-Очоторена, Мануэль
Мануэль Арсе-и-Очоторена (исп. Manuel Arce y Ochotorena; 18 августа 1879, Ольса, Испания — 16 сентября 1948, Таррагона, Испания) — испанский кардинал. Епископ Саморы с 5 февраля 1929 по 22 января 1938. Епископ Овьедо с 22 января 1938 по 29 марта 1944. Архиепископ Таррагоны с 29 марта 1944 по 16 сентября 1948. Кардинал-священник с 18 февраля 1946, с титулом церкви Санти-Витале-Валерия-Джервазио-э-Протазио с 22 февраля 1946.